# Skarnsund

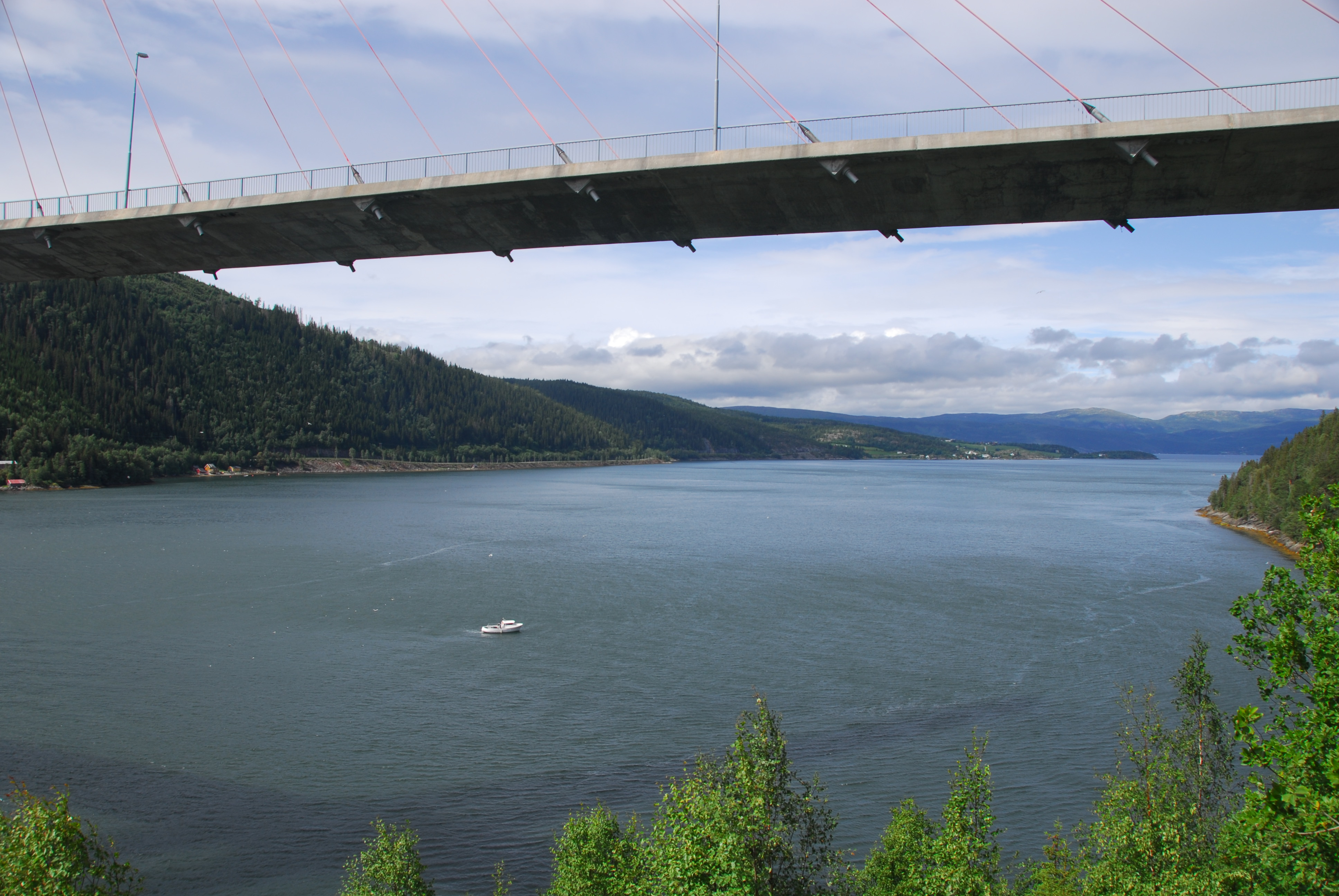
A Skarnsund Venneshamn felé tekintve

A Skarnsund, vagy másik nevén Skarnsundet tengerszoros a Trondheim-fjord nyugati részén helyezkedik el Nord-Trøndelag megyében, Norvégiában. Felette ível át a Skarnsundet-híd. A Skarnsund-szoros a Trondheim-fjordot és a belőle kiágazó Beitstad-fjordot választja el. A fél kilométer széles tengerszoros Inderøy település mellett található. A szoros északkeleti részén Vangshylla falu helyezkedik el, míg délnyugatról Venneshamn és Kjerringvik települések határolják. A szorosban gyakran kialakul a maelstorm nevű veszélyes tengeri örvény.
A Skarnsund-szoroson keresztül a Skarnsund-hídon megépülte előtt a Vangshylla–Kjerringvik kompjárat segítségével lehetett átkelni, melyet az Innherredsferja vállalat működtetett 1991. december 19-éig, amikor is a skarnesund-hidat megnyitották a forgalom előtt. A híd a norvég 755-ös út részét képezi. A Skarnsund-szoros egyaránt híres a sporthorgászati, illetve a búvárkodási lehetőségeiről. 

## Fordítás
Ez a szócikk részben vagy egészben  a   Skarnsund című angol Wikipédia-szócikk ezen változatának fordításán alapul.  Az eredeti cikk szerkesztőit annak laptörténete sorolja fel. Ez a jelzés csupán a megfogalmazás eredetét és a szerzői jogokat jelzi, nem szolgál a cikkben szereplő információk forrásmegjelöléseként.